# Hermann Knoblauch

Hermann Knoblauch
(1820–1895)

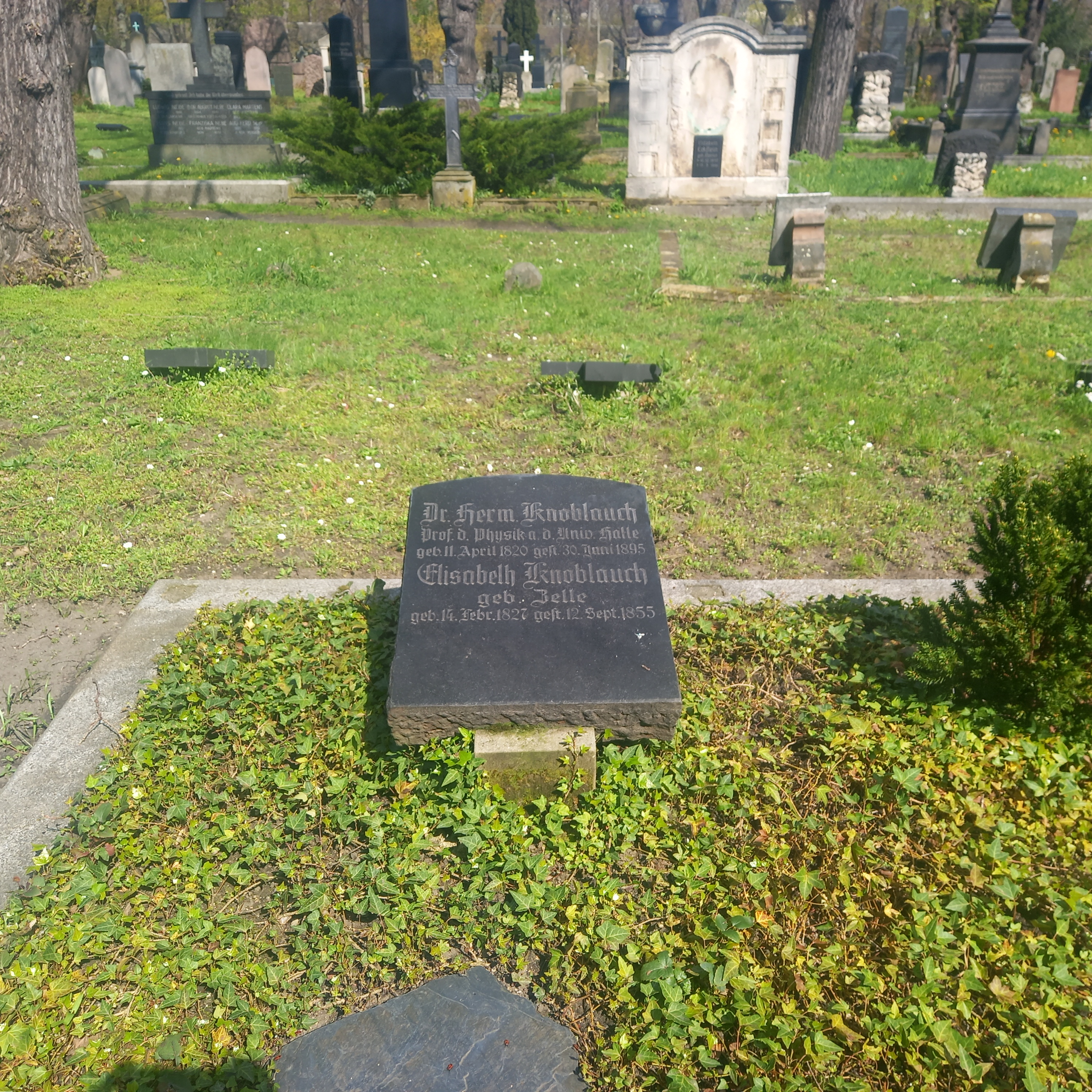
Das Grab von Hermann Knoblauch und seiner Ehefrau Elisabeth geborene Zelle auf dem Stadtgottesacker in Halle (Saale)

Karl Hermann Knoblauch (* 11. April 1820 in Berlin; † 30. Juni 1895 in Baden-Baden) war ein deutscher Physiker und Hochschullehrer.

## Leben
Knoblauch war der Sohn des Berliner Seidenband-Fabrikanten Carl Friedrich Wilhelm Knoblauch (1793–1859). Nach dem Besuch des Cöllnischen Realgymnasium in Berlin absolvierte Knoblauch das Pädagogium in Züllichau. Da er auf Wunsch der Eltern den Familienbetrieb übernehmen sollte, absolvierte Knoblauch in Frankfurt am Main eine kaufmännische Lehre und bekam nebenbei Privatunterricht. Damit konnte er erfolgreich als Externer das Abitur bestehen.
Nach einigen Auseinandersetzungen mit seiner Familie durfte Knoblauch dann an der Universität Berlin Mathematik, Naturwissenschaften und Philosophie studieren. Sein Lehrer Gustav Magnus gestattete seinem besten Schüler bald, sein privates Labor mitzubenutzen. 1847 beendete Knoblauch erfolgreich sein Studium mit der Promotion über „die Wärme“.
Parallel zu seinen Forschungen qualifizierte er sich und legte im selben Jahr noch das Oberlehrerexamen ab. 1848 konnte er sich für das Fach Physik habilitieren und bekam ein Jahr später eine Anstellung an der Universität Bonn als Privatdozent. Doch schon Ende dieses Jahres nahm er einen Ruf als a.o.Prof. an die Universität Marburg an.
Dort wurde Knoblauch 1852 zum ordentlichen Professor ernannt. 1853 nahm er einen Ruf an die Universität Halle an und lehrte dort bis zum Wintersemester 1894/95. Neben seiner rein wissenschaftlichen Arbeit war er auch als Organisator tätig. 1845 war Knoblauch maßgeblich an der Gründung der „Physikalischen Gesellschaft“ beteiligt. Zwischen 1868 und 1871 betraute man ihn dreimal mit dem Amt des Rektors der Universität.
Als solcher errichtete er mehrere Stiftungen und Stipendien. Zusammen mit der Witwe von Peter Krukenberg stiftete er die Renovierung der universitären Aula. Ab 1873 gehörte Knoblauch dem Preußischen Herrenhaus an. Er vertrat dort ziemlich liberale Ansichten, war aber ansonsten politisch nicht aktiv. 1862 wurde er zum Mitglied und 1878 zum XV. Präsidenten (1878–1895) der Deutschen Akademie der Naturforscher Leopoldina gewählt. Während seiner Präsidentschaft wurden die Weichen zu einer ständigen Ansiedelung der Leopoldina in Halle gestellt. Die inzwischen immens gewachsene Bibliothek erforderte einen eigenen Bibliotheksbau. 1864 wurde er zum korrespondierenden Mitglied der Göttinger Akademie der Wissenschaften gewählt.
Er beschäftigte sich vor allem mit der Wärmestrahlung (Infrarotstrahlung) und wies in zahlreichen Experimenten ihre Natur als elektromagnetische Strahlung nach (Beugung, Interferenz, Doppelbrechung in Kristallen usw.).
Knoblauch starb in Baden-Baden, wo er sich bei einer Kur Heilung von einer Rippenfellentzündung versprach. Sein Grab befindet sich auf dem hallischen Stadtgottesacker. Auf dem Weinberg Campus der Martin-Luther-Universität Halle-Wittenberg ist heute eine Straße nach ihm benannt.

## Familie
Knoblauch war zweimal verheiratet. Der ersten Ehe mit Elisabeth Zelle (1827–1855), Tochter eines Professors am Grauen Kloster, entstammte der Sohn Johannes (1855–1915), der ein bedeutender Mathematiker und Professor an der Universität Berlin wurde. Nach dem frühen Tod seiner Frau heiratete Knoblauch 1860 Marie Emilie Bertha Winter. Das Paar hatte die Söhne Rudolf (1861–1926), der wie sein Großvater Seidenbandfabrikant wurde und Erbe des Knoblauchhauses in Berlin war, Oscar, der Physiker und Professor in München wurde, und Alfred (1870–1953), der Jurist und Reichswirtschaftsgerichtsrat wurde.

## Ehrungen
- Roter Adler-Orden 2. Klasse
- Kronenorden 2. Klasse
- Friedensorden von Württemberg
- Goldene preußische Medaille für Wissenschaft und Kunst

## Schriften
- De calore radiante disquisitiones experimentis quibusdam novis illustrate. - Berlin, Univ. Diss., 1847